# Phil Hubbard
Philip Gregory Hubbard, detto Phil (Canton, 13 dicembre 1956), è un ex cestista e allenatore di pallacanestro statunitense, professionista nella NBA.

## Carriera
È stato selezionato dai Detroit Pistons al primo giro del Draft NBA 1979 (15ª scelta assoluta).
Con gli Stati Uniti ha disputato i Giochi olimpici di Montréal 1976

## Palmarès

### Giocatore
- NCAA AP All-America Third Team (1977)